# Excirolana geniculata
Excirolana geniculata är en kräftdjursart som beskrevs av Jones 1971. Excirolana geniculata ingår i släktet Excirolana och familjen Cirolanidae. Inga underarter finns listade i Catalogue of Life.